# 爱国路 (上海)
爱国路，是上海市杨浦区的一条道路，辟筑于1954年。爱国路南起平凉路，北止长阳路北侧公助新村居民区，长360米，宽10米。沿路有定海路街道办事处及公安派出所等。爱国路长阳路口则设置有地铁爱国路站。